# Uşak 1 Eylül Stadyumu
Uşak 1 Eylül Stadyumu (tur. Stadion 1 Września w Uşaku) – wielofunkcyjny stadion w mieście Uşak, w Turcji. Został otwarty w 1962 roku. Może pomieścić 3500 widzów. Swoje spotkania rozgrywają na nim piłkarze klubu Uşakspor.